# Падение западной цивилизации
Падение западной цивилизации (англ. The Decline of Western Civilization) — американский документальный фильм о Лос-Анджелесском панк-роке, режиссер Пенелопа Сфирис. 
Дебют фильма состоялся в 1979 году на Лос-Анджелесской панк-сцене. В 1981 году глава департамента полиции Лос-Анджелеса, Дэрил Гэйт, потребовал не показывать фильм в Лос-Анджелесе.